# 巨港

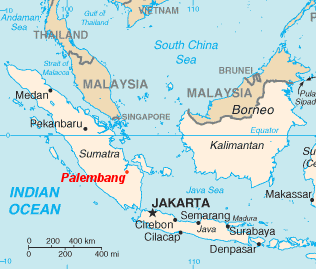
巨港的位置

巨港，音译巴邻旁，中国古籍称巴林冯和舊港，是一個位於印尼苏门达腊岛东部的城市，為苏门达腊岛上较大的城市，亦是南蘇門答臘省之省会和重要河港，现有國際機場，亦有许多觀光景点。人口约1,507,000人（2004年數據）。巨港这座城市和華人有著密切的關係，不僅有華人寺廟、華人教堂、郑和清真寺，華語和中国菜在巨港也比較流行。

## 历史

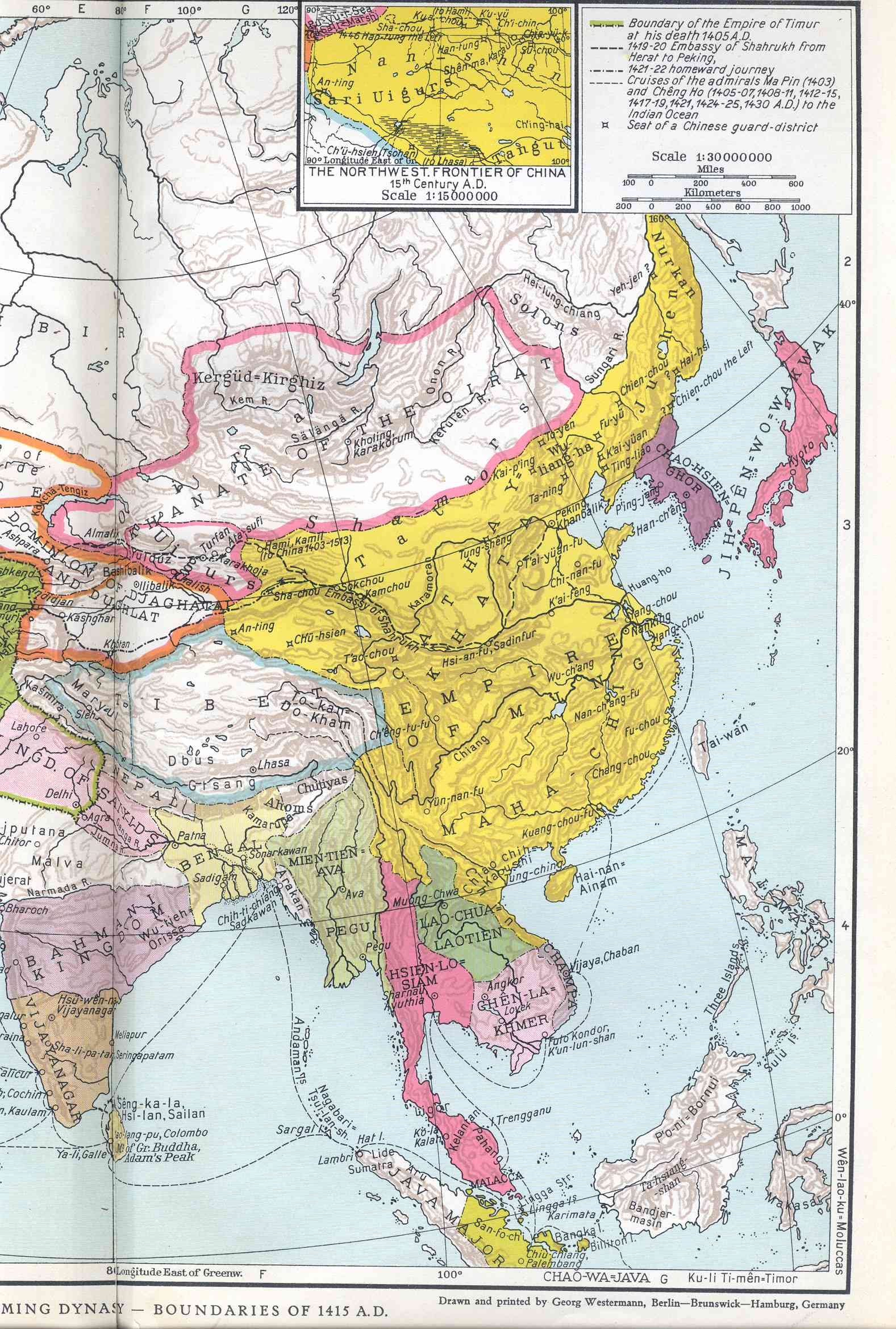
哈佛大学出版明代1415年地图中的旧港宣慰司

该城在7－14世纪是三佛齊的首都，在當時的三佛齊的國境橫跨今日的印尼及馬來西亞。在1025年，南印度的朱罗王朝（注輦国）發生暴亂之後，國家的重要性不斷下降，而三佛齊的首都亦後來北移往占碑省Jambi。巨港也是马来西亚历史上最重要的王朝 - 马六甲王朝（现为马来西亚的一个州属）的创建者，拜里米苏拉的故乡所在。
1407年明朝在该地設置舊港宣慰司之後，施進卿向明朝貢。
國家被印度教满者伯夷帝国颠覆。荷属东印度公司在此建立了贸易站，并在1659年建立了一座要塞。時至今日，荷蘭殖民建築亦在城內可見。在當時，東印度公司在流經城市的穆西河興建深水港口。
在1950年被纳入印尼。
在1960年建大学。

## 經濟
由於巨港被指定為在2004年國家運動會的舉辦場地，當地的基建得以大幅改善，包括在當時完工的巨港發電廠。市政府曾訂立一個收入目標為350億印尼盾的廣告收入目標。
它的海运便利，和马来半岛的港口，泰国和中国均有频繁的贸易往来。

## 交通
居民通常採用小型巴士作為主要交通工具，河岸也會有小型船隻服務河邊居民，而該市居民會稱這些船隻為Ketek。而巨港輕軌（Palembang Light Rail Transit）全長23.4公里，設站13座，是2018年亞洲運動會的配套工程之一，已於2018年7月15日通車，並於同年8月1日開始載客試運營。
該市機場有航線來往印尼其他城市，或新加坡和馬來西亞。另外該市也有三個主要港口，連接印尼其他島嶼。
1997年12月19日，新加坡胜安航空公司737型MI185客机在巨港海岸外坠毁，97名乘客及七名机组人员全部罹难。

## 參看
- 巨港發電站
- 《古代南海地名汇释》旧港口，第274页

## 外部連結
- 城市官方網站  （页面存档备份，存于） （印尼文）
- 《中国大百科全书》第三版网络版中的条目： （简体中文）